# Liste der Monuments historiques in Bar-sur-Aube
Die Liste der Monuments historiques in Bar-sur-Aube führt die Monuments historiques in der französischen Gemeinde Bar-sur-Aube auf.

## Liste der Immobilien
| Bezeichnung                          | Beschreibung | Standort                                                 | Kennzeichnung | Schutzstatus | Datum | Bild           |
| ------------------------------------ | --- | -------------------------------------------------------- | ------------- | ------------ | ----- | -------------- |
| Hôtel de Ville                       | ehemaliges Ursulinenkloster, erste Hälfte des 17. Jahrhunderts                                                  | Place Carnot (Lage)                                      | PA00078029    | Inscrit      | 1972  | weitere Bilder |
| Kirche St-Maclou                     | im 12. Jahrhundert erbaut, Westfassade im 18. Jahrhundert erneuert, im 19. Jahrhundert grundlegend neugestaltet | Place Saint-Maclou (Lage)                                | PA00078030    | Classé       | 1840  | weitere Bilder |
| Wohnhaus                             | Portal, 15. Jahrhundert                                                                                         | 1 petite rue Saint-Pierre (Lage)                         | PA00078035    | Inscrit      | 1972  |                |
| Hôtel des Comtes de Brienne          | um 1500 erbaut; heute Mediathek                                                                                 | 4 rue Delaunay (Lage)                                    | PA00078032    | Inscrit      | 1972  | weitere Bilder |
| Wohn- und Geschäftshaus              | Fachwerkhaus, 16. Jahrhundert                                                                                   | 79 rue Nationale (Lage)                                  | PA00078034    | Classé       | 1972  |                |
| Wohnhaus                             | Ende des 16. Jahrhunderts erbaut                                                                                | 33 rue d’Aube (Lage)                                     | PA00078038    | Inscrit      | 1963  |                |
| Kirche St-Pierre                     | aus dem 16. Jahrhundert                                                                                         | Rue Saint-Pierre (Lage)                                  | PA00078031    | Classé       | 1840  | weitere Bilder |
| Maison des Trois Tours               | aus der zweiten Hälfte des 16. Jahrhunderts                                                                     | 9 rue des Trois-Tours (Lage)                             | PA00078037    | Inscrit      | 1983  | weitere Bilder |
| Unterpräfektur                       | Torbogen, 18. Jahrhundert                                                                                       | 11 rue du Collège (Lage)                                 | PA00078042    | Inscrit      | 1930  | weitere Bilder |
| Niederlassung des Klosters Clairvaux | Fassade mit zwei romanischen Fenstern, Gewölbekeller, 12. Jahrhundert                                           | 13bis rue du Général-Vouillemont (Lage)                  | PA00078033    | Inscrit      | 1972  |                |
| Portal                               | aus dem 18. Jahrhundert                                                                                         | 4 rue Saint-Pierre (Lage)                                | PA00078036    | Classé       | 1979  |                |
| Wohnhaus                             | aus dem 16. Jahrhundert                                                                                         | 44 rue d’Aube (Lage)                                     | PA00078039    | Inscrit      | 1963  |                |
| Priorat St-Pierre                    | drei Portale, 16. bis 18. Jahrhundert                                                                           | 16 rue du Prieuré (Lage)                                 | PA00078041    | Classé       | 1965  | weitere Bilder |
| Oppidum                              | vermutlich von den Lingonen angelegt                                                                            | südlich der Stadt auf der Colline Sainte-Germaine (Lage) | PA00078040    | Inscrit      | 1980  |                |

## Liste der Objekte
Anmerkung:
Für Objekte aus dem Bestand des geschlossenen städtischen Museums werden in der Base Palissy das Hôtel de Ville und die Mediathek als Standort angegeben; 2021 befanden sich einige der dort verorteten Skulpturen wieder in der Kirche St-Pierre.
| Bezeichnung                                              | Beschreibung | Standort                                    | Kennzeichnung | Schutzstatus | Datum     | Bild           |
| -------------------------------------------------------- | --- | ------------------------------------------- | ------------- | ------------ | --------- | -------------- |
| Skulptur Heiliger Fiacrius                               | Holz, farbig gefasst und vergoldet, 17. Jahrhundert | in der Mediathek (Lage)                     | PM10004557    | Inscrit      | 2001      |                |
| Skulptur Johannes Evangelist                             | Holz, farbig gefasst, 17. Jahrhundert | in der Kirche St-Pierre (Lage)              | PM10004560    | Inscrit      | 2001      |                |
| Orgel                                                    | Ensemble aus PM10000170 und PM10000171 | in der Kirche St-Pierre (Lage)              | PM10004969    | Classé       | 1964 1972 | weitere Bilder |
| Orgelprospekt                                            | 1691 für die Abteikirche St-Pierre in Remiremont gebaut, Skulpturenschmuck von Rémy Stourme, um 1744; 1845 nach Bar-sur-Aube verkauft                                                             | in der Kirche St-Pierre (Lage)              | PM10000170    | Classé       | 1964      | weitere Bilder |
| Instrumentalteil der Orgel                               | 1845 von Nicolas-Antoine Lété gebaut | in der Kirche St-Pierre (Lage)              | PM10000171    | Classé       | 1972      |                |
| Grabstein für de Jean de Monstiers und Colette de Marisy | Kalkstein, bezeichnet 1463 | in der Kirche St-Maclou (Lage)              | PM10000124    | Classé       | 1840      |                |
| Hauptaltar                                               | Retabel, Tabernakel und Baldachin; Holz, farbig gefasst und vergolt, 1745 von Jean-Baptiste Bouchardon; ursprünglich in der Kirche St-Pierre in Bar-sur-Aube; zugehörig PM10003041 bis PM10003043 | in der Kirche St-Maclou (Lage)              | PM10000129    | Classé       | 1913      |                |
| Zwei Engelsskulpturen (1)                                | Buchenholz, farbig gefasst und vergoldet, um 1745 von Jean-Baptiste Bouchardon | in der Mediathek (Lage)                     | PM10003041    | Classé       | 1913      |                |
| Zwei Engelsskulpturen (2)                                | Buchenholz, farbig gefasst und vergoldet, um 1745 von Jean-Baptiste Bouchardon | in der Mediathek (Lage)                     | PM10003042    | Classé       | 1913      |                |
| Zwei Skulpturen: Petrus und Paulus                       | Buchenholz, farbig gefasst und vergoldet, um 1745 von Jean-Baptiste Bouchardon | in der Mediathek (Lage)                     | PM10003043    | Classé       | 1913      |                |
| Monstranz (1)                                            | Silber, vergoldet, 1724 | im Tresor der Banque CIC (Lage)             | PM10000142    | Classé       | 1962      |                |
| Kelch (1)                                                | Silber, vergoldet, um 1838, von Charles-Denis-Noël Martin (Cuppa) und Joseph-Philippe-Adolphe Dejean (Fuß)                                                                                        | im Tresor der Banque CIC (Lage)             | PM10000146    | Classé       | 1962      |                |
| Pietà                                                    | Kalkstein, farbig gefasst, 16. Jahrhundert | in der Kirche St-Pierre (Lage)              | PM10000166    | Classé       | 1964      |                |
| Kommunionbank der südlichen Seitenkapelle                | Schmiedeeisen, vergoldet, 18. Jahrhundert; demontiert | in der Kirche St-Maclou (Lage)              | PM10000180    | Classé       | 1983      |                |
| Skulpturengruppe Unterweisung Mariens (1)                | Kalkstein, farbig gefasst, 16. Jahrhundert | in der Krankenhauskapelle St-Nicolas (Lage) | PM10000182    | Classé       | 1894      |                |
| Skulptur Madonna mit Kind (1)                            | Kalkstein, 16. Jahrhundert; verschwunden | in der Kirche St-Pierre (Lage)              | PM10003048    | Classé       | 1913      |                |
| Kelch (2)                                                | Silber, vergoldet, 1762/63 von Louis-Claude Porcher | im Tresor der Banque CIC (Lage)             | PM10003044    | Classé       | 1962      |                |
| Skulptur Johannes der Täufer (1)                         | Holz, farbig gefasst, 16. Jahrhundert | in der Mediathek (Lage)                     | PM10004551    | Inscrit      | 2001      |                |
| Skulptur Heilige Katharina                               | Holz, farbig gefasst, 17. Jahrhundert | in der Mediathek (Lage)                     | PM10004554    | Inscrit      | 2001      |                |
| Skulptur Madonna mit Kind (2)                            | Kalkstein, übertüncht, 14. Jahrhundert | in der Mediathek (Lage)                     | PM10000136    | Classé       | 1908      |                |
| Skulptur Madonna mit Kind und Blumenstrauß               | Kalkstein, farbig gefasst, 16. Jahrhundert | in der Kirche St-Pierre (Lage)              | PM10000137    | Classé       | 1908      |                |
| Liturgische Gewänder                                     | Kasel, Manipel, Stola, Kelchvelum und Bursa; Seide, bestickt, 18. Jahrhundert | im Pfarrhaus (Lage)                         | PM10000143    | Classé       | 1962      |                |
| Kelch und Patene (1)                                     | Silber, vergoldet, 1846 von Jean-Baptiste Garnier | im Tresor der Banque CIC (Lage)             | PM10000145    | Classé       | 1962      |                |
| Gemälde Auferstehung Christi                             | Ölfarbe auf Kupfer, 17. Jahrhundert; verschwunden | in der Kirche St-Pierre (Lage)              | PM10000150    | Classé       | 1964      |                |
| Prozessionsstab Heiliger Eligius                         | Schmiedeeisen, Ende des 18. Jahrhunderts; verschwunden | in der Kirche St-Pierre (Lage)              | PM10000155    | Classé       | 1964      |                |
| Skulptur Christus in der Rast                            | Kalkstein, farbig gefasst, Ende des 16. Jahrhunderts | in der Kirche St-Pierre (Lage)              | PM10000160    | Classé       | 1964      |                |
| Skulptur Heiliger Nikolaus                               | Kalkstein, farbig gefasst, 16. Jahrhundert; verschwunden | in der Kirche St-Pierre (Lage)              | PM10000162    | Classé       | 1964      |                |
| Skulptur Petrus                                          | Kalkstein, farbig gefasst und vergoldet, 17. Jahrhundert | in der Kirche St-Pierre (Lage)              | PM10000179    | Classé       | 1913      |                |
| Zwei Deckelkrüge                                         | Zinn, 18. Jahrhundert | in der Mediathek (Lage)                     | PM10000183    | Classé       | 1913      |                |
| Zwei Sessel                                              | Holz, um 1740 | im Hôtel de Ville (Lage)                    | PM10000184    | Classé       | 1980      |                |
| Skulptur Heiliger Bernhard (1)                           | Kalkstein, erste Hälfte des 15. Jahrhunderts; angeblich vom Grab des heiligen Bernhard im Kloster Clairvaux                                                                                       | in der Mediathek (Lage)                     | PM10000185    | Classé       | 1981      |                |
| Patene (1)                                               | Silber, vergoldet, 17. Jahrhundert | im Tresor der Banque CIC (Lage)             | PM10003046    | Classé       | 1894      |                |
| Skulptur Heilige Barbara (1)                             | Holz, 16. Jahrhundert | in der Kirche St-Pierre (Lage)              | PM10004552    | Inscrit      | 2001      |                |
| Skulptur eines Heiligen                                  | Holz, farbig gefasst, 18. Jahrhundert | in der Mediathek (Lage)                     | PM10004556    | Inscrit      | 2001      |                |
| Grabstein für Jean de Montbéliard                        | Kalkstein, bezeichnet 1481 | in der Kirche St-Maclou (Lage)              | PM10000126    | Classé       | 1840      |                |
| Chorgestühl und Wandvertäfelung                          | Holz, 18. Jahrhundert; aus dem Kloster Clairvaux | in der Kirche St-Maclou (Lage)              | PM10000130    | Classé       | 1964      |                |
| Konsoltisch                                              | Holz, vergoldet, Marmor, 18. Jahrhundert | im Hôtel de Ville (Lage)                    | PM10000131    | Classé       | 1964      |                |
| Gemälde Rosenkranzmadonna                                | Ölfarbe auf Leinwand, Anfang des 17. Jahrhunderts | in der Kirche St-Pierre (Lage)              | PM10000135    | Classé       | 1894      |                |
| Altarkreuz (1)                                           | Holz, Messing, 18. Jahrhundert | im Tresor der Banque CIC (Lage)             | PM10000147    | Classé       | 1962      |                |
| Skulptur Madonna unter dem Kreuz                         | Kalkstein, 17. Jahrhundert; verschwunden | in der Kirche St-Pierre (Lage)              | PM10000149    | Classé       | 1964      |                |
| Prozessionskreuz                                         | Kupferlegierung, versilbert und vergoldet, Anfang des 19. Jahrhunderts | im Tresor der Banque CIC (Lage)             | PM10000154    | Classé       | 1964      |                |
| Prozessionsstab mit einem heiligen Bischof               | Holz, farbig gefasst, Ende des 18. Jahrhunderts; verschwunden | in der Kirche St-Pierre (Lage)              | PM10000156    | Classé       | 1964      |                |
| Acht Leuchter                                            | Holz, vergoldet, Ende des 18. Jahrhunderts | in der Kirche St-Pierre (Lage)              | PM10000157    | Classé       | 1964      |                |
| Skulptur Heilige Barbara (2)                             | mit Stifterfigur; Kalkstein, 16. Jahrhundert | in der Kirche St-Pierre (Lage)              | PM10000163    | Classé       | 1964      |                |
| Skulptur eines heiligen Bischofs (1)                     | mit Stifterinfigur; Kalkstein, übertüncht, 16. Jahrhundert | in der Kirche St-Pierre (Lage)              | PM10000167    | Classé       | 1964      |                |
| Graduale Romanum                                         | Pergament, Leder, Bronze, 1664 von Stéphane Damoisele geschrieben; aus dem Kloster Clairvaux | in der Mediathek (Lage)                     | PM10000169    | Classé       | 1964      |                |
| Altarkreuz (2)                                           | Silber, vergoldet, Zinn, 14. Jahrhundert | im Tresor der Banque CIC (Lage)             | PM10000174    | Classé       | 1894      |                |
| Kelch (3)                                                | Silber, vergoldet, Mitte des 17. Jahrhunderts | im Tresor der Banque CIC (Lage)             | PM10000175    | Classé       | 1894      |                |
| Skulptur Heiliger Maclovius (1)                          | Kupfer, vergoldet, Glas, 16. Jahrhundert | in der Mediathek (Lage)                     | PM10000176    | Classé       | 1894      |                |
| Gemälde Mariä Verkündigung                               | Ölfarbe auf Kupfer, 17. Jahrhundert; verschwunden | in der Kirche St-Pierre (Lage)              | PM10003045    | Classé       | 1964      |                |
| Gemälde Schlafende Mänade                                | Ölfarbe auf Leinwand, vergoldeter Holzrahmen, 1846 von François Victor Eloi Biennourry | im Hôtel de Ville (Lage)                    | PM10004963    | Classé       | 2008      |                |
| Kreuzigungsgruppe                                        | Holz, farbig gefasst und vergoldet, 16. Jahrhundert | in der Kirche St-Pierre (Lage)              | PM10000148    | Classé       | 1964      |                |
| Reliquiar für den Zahn des heiligen Maclovius            | Silber und Kupfer, vergoldet, Halbedelsteine, Glas, 14. Jahrhundert; Fuß im 16. Jahrhundert ergänzt                                                                                               | im Tresor der Banque CIC (Lage)             | PM10000172    | Classé       | 1894      |                |
| Prozessionskreuz                                         | Holz, Kupfer, vergoldet, 16. Jahrhundert | in der Mediathek (Lage)                     | PM10000173    | Classé       | 1894      |                |
| Skulptur Maria Magdalena                                 | Kalkstein, 16. Jahrhundert | in der Kirche St-Pierre (Lage)              | PM10000178    | Classé       | 1913      |                |
| Kommunionbank einer nördlich Seitenkapelle               | Schmiedeeisen, bemalt, 18. Jahrhundert | in der Kirche St-Maclou (Lage)              | PM10000181    | Classé       | 1983      |                |
| Gemälde Heilige Dreifaltigkeit                           | Ölfarbe auf Holz, 1544; Mittelbild eines Triptychons, die beiden Flügel im Hôtel de Vauluisant in Troyes                                                                                          | in der Mediathek (Lage)                     | PM10000134    | Classé       | 1894      |                |
| Kelch und Patene (2)                                     | Silber, vergoldet, um 1750 von Guillaume Loir; die Patene verschwunden | im Tresor der Banque CIC (Lage)             | PM10000144    | Classé       | 1962      |                |
| Plan der Kirche St-Pierre                                | Pergament, 1700; im Départementsarchiv in Troyes deponiert | in der Kirche St-Pierre (Lage)              | PM10000151    | Classé       | 1964      |                |
| Gradual-Antiphonale                                      | Pergament, Leder, Bronze, 18. Jahrhundert; aus dem Kloster Clairvaux | in der Mediathek (Lage)                     | PM10000152    | Classé       | 1964      |                |
| Skulpturengruppe Unterweisung Mariens (2)                | Kalkstein, übertüncht, 16. Jahrhundert | in der Kirche St-Pierre (Lage)              | PM10000161    | Classé       | 1964      |                |
| Patene (2)                                               | Silber, vergoldet, zwischen 1798 und 1809, von Jean-Ange-Joseph Loque | im Tresor der Banque CIC (Lage)             | PM10004909    | Classé       | 1962      |                |
| Skulptur Betender Engel                                  | Holz, farbig gefasst, 17. Jahrhundert | in der Mediathek (Lage)                     | PM10004553    | Inscrit      | 2001      |                |
| Gemälde Porträt von Louis-Léon Bérard                    | Ölfarbe auf Leinwand, 1898 von Louis-Marie Doyen | im Hôtel de Ville (Lage)                    | PM10004961    | Classé       | 2008      |                |
| Gemälde Heiliger Sebastian                               | Ölfarbe auf Leinwand, Holzrahmen, um 1600, der zweiten Schule von Fontainebleau zugeschrieben | im Hôtel de Ville (Lage)                    | PM10004962    | Classé       | 2008      |                |
| Skulptur eines heiligen Bischofs (2)                     | Kalkstein, 16. Jahrhundert | in der Kirche St-Pierre (Lage)              | PM10003047    | Classé       | 1913      |                |
| Skulptur Paulus                                          | Kalkstein, 17. Jahrhundert | in der Kirche St-Pierre (Lage)              | PM10003049    | Classé       | 1913      |                |
| Grabstein für Simon de Lambert de Courteroy              | Kalkstein, bezeichnet 1444 | in der Kirche St-Maclou (Lage)              | PM10000123    | Classé       | 1840      |                |
| Grabstein für Guilletin de Pons und Jean de Pons         | Kalkstein, bezeichnet 1445 und 1471 | in der Kirche St-Maclou (Lage)              | PM10000125    | Classé       | 1840      |                |
| Grabstein für Jacques de La Ferté                        | Kalkstein, bezeichnet 1546 | in der Kirche St-Maclou (Lage)              | PM10000127    | Classé       | 1840      |                |
| Chorschranke                                             | Schmiedeeisen, vergoldet, Mitte des 18. Jahrhunderts; aus dem Kloster Clairvaux | in der Kirche St-Maclou (Lage)              | PM10000128    | Classé       | 1840      |                |
| Skulptur Heiliger Maclovius (2)                          | Kalkstein, farbig gefasst, Anfang des 16. Jahrhunderts; verschwunden | in der Kirche St-Maclou (Lage)              | PM10000132    | Classé       | 1964      |                |
| Zwei Türflügel                                           | Eichenholz, 16. Jahrhundert | in der Kirche St-Pierre (Lage)              | PM10000133    | Classé       | 1840      |                |
| Evangelistar und Epistolar                               | Pergament, 13. Jahrhundert, im 18. Jahrhundert neugebunden | in der Mediathek (Lage)                     | PM10000139    | Classé       | 1962      |                |
| Patene (3)                                               | Silber, vergoldet, drittes Viertel des 18. Jahrhunderts | im Tresor der Banque CIC (Lage)             | PM10000140    | Classé       | 1962      |                |
| Monstranz (2)                                            | Silber, zweite Hälfte des 17. Jahrhunderts | im Tresor der Banque CIC (Lage)             | PM10000141    | Classé       | 1962      |                |
| Skulptur Heiliger Bernhard                               | mit Stifterfigur; Kalkstein, farbig gefasst, 16. Jahrhundert | in der Kirche St-Pierre (Lage)              | PM10000153    | Classé       | 1964      |                |
| Skulptur Heilige Sabina von Troyes                       | Kalkstein, 16. Jahrhundert; verschwunden | in der Kirche St-Pierre (Lage)              | PM10000159    | Classé       | 1964      |                |
| Skulptur Johannes der Täufer (2)                         | mit Stifterfigur; Kalkstein, erste Hälfte des 16. Jahrhunderts | in der Kirche St-Pierre (Lage)              | PM10000164    | Classé       | 1964      |                |
| Skulptur Madonna mit Kind (3)                            | Marmor, vergoldet, 14. Jahrhundert | im Pfarrhaus (Lage)                         | PM10000177    | Classé       | 1894      |                |
| Zwei Reliquienskulpturen: Petrus und Paulus              | Holz, farbig gefasst und vergoldet, 17. Jahrhundert | in der Mediathek (Lage)                     | PM10004550    | Inscrit      | 2001      |                |
| Skulptur Heilige Germana Cousin                          | Holz, farbig gefasst und vergoldet, 17. Jahrhundert | in der Mediathek (Lage)                     | PM10004555    | Inscrit      | 2001      |                |
| Skulptur einer Märtyrerin                                | Holz, farbig gefasst und vergoldet, 17. Jahrhundert | in der Mediathek (Lage)                     | PM10004558    | Inscrit      | 2001      |                |
| Skulptur Madonna mit Kind (4)                            | Holz, farbig gefasst und vergoldet, um 1700 | in der Mediathek (Lage)                     | PM10004559    | Inscrit      | 2001      |                |
| Skulptur Madonna mit Kind (5)                            | Holz, farbig gefasst, 13. Jahrhundert | in der Kirche St-Pierre (Lage)              | PM10000165    | Classé       | 1964      |                |